# Josef Boons
Josef Boons (? de ? de 1897 - data da morte desconhecida) foi um ciclista belga que participava em competições de ciclismo de pista. Boons representou seu país, Bélgica, nos Jogos Olímpicos de Verão de 1924, embora ele não conseguiu completar a corrida de 50 km.